# Leichtathletik-Länderkampf der Männer 1969 BR Deutschland – Großbritannien
| 15. Leichtathletik-Länderkampf mit bundesdeutscher Beteiligung 1969 | 15. Leichtathletik-Länderkampf mit bundesdeutscher Beteiligung 1969 |
| ------------------------------------------------------------------- | ------------------------------------------------------------------- |
|                                                                     |                                                                     |
| Ländervergleich der Männer: BR Deutschland – Großbritannien         |                                                                     |
| Austragungsort                                                      | Hamburg                                                             |
| Wettbewerbe                                                         | 20                                                                  |
| Datum                                                               | 27./28. September                                                   |
| 1. FRG 2. GBR                                                       | 115 Punkte 097 Punkte                                               |
| Chronik                                                             |                                                                     |
| ← FRG-USA (F)                                                       | FRG-GBR (F) →                                                       |

Den fünfzehnten Vergleich des Länderkampfjahres 1969 trugen die bundesdeutschen Männer gegen Großbritannien aus. Am 27./28. September kam es in Hamburg zum ersten Länderkampf nach den Europameisterschaften, die mit dem Boykott der Einzelwettbewerbe durch die bundesdeutschen Athleten nach der Disqualifikation des Mittelstreckenläufers Jürgen May einen so unglücklichen Verlauf genommen hatten. Acht der vorangegangenen Aufeinandertreffen mit den Briten hatte die Bundesrepublik Deutschland siegreich beenden können, eins war an Großbritannien gegangen.

## Wettbewerbe und Modus
Auf dem Programm standen die bei Länderkämpfen üblichen zwanzig Disziplinen. Aus dem olympischen Wettbewerbskatalog fehlten nur der Marathonlauf, die beiden Gehdisziplinen und der Zehnkampf. Gewertet wurde in allen Disziplinen durchgängig nach dem Standardsystem.

## Ergebnis
In den Einzelläufen punkteten die Briten besser als die bundesdeutschen Sportler. Bei drei Doppelerfolgen verbuchten sie sechs Siege auf ihrem Konto. Die Bundesrepublik Deutschland kam bei einem Doppelerfolg auf vier Disziplingewinne. Beide Staffeln gingen allerdings an die Bundesrepublik. In den technischen Disziplinen waren die bundesdeutschen Leichtathleten hoch überlegen. Neun Wettbewerbe entschieden sie bei drei Doppelerfolgen für sich. Lediglich den Speerwurf konnte Großbritannien gewinnen. So gab es mit 115 zu 97 Punkten den neunten bundesdeutschen Erfolg in diesem Ländervergleich.

## Resultate

### 100 m
| Platz | Athlet           | Land | Zeit (s) |
| ----- | ---------------- | ---- | -------- |
| 1     | Gerhard Wucherer | FRG  | 10,7     |
| 2     | Günther Rudolph  | FRG  | 10,7     |
| 3     | Don Halliday     | GBR  | 10,8     |
| 4     | Ronald Jones     | GBR  | 11,0     |

Datum: 27. September

### 200 m
| Platz | Athlet             | Land | Zeit (s) |
| ----- | ------------------ | ---- | -------- |
| 1     | Roger Walters      | GBR  | 21,6     |
| 2     | Gerhard Wucherer   | FRG  | 21,7     |
| 3     | Martin Jellinghaus | FRG  | 21,8     |
| 4     | Malcolm Yardley    | GBR  | 21,8     |

Datum: 28. September

### 400 m
| Platz | Athlet          | Land | Zeit (s) |
| ----- | --------------- | ---- | -------- |
| 1     | David Jenkins   | GBR  | 47,4     |
| 2     | Ingo Röper      | FRG  | 47,6     |
| 3     | John Robertson  | GBR  | 47,6     |
| 4     | Roland Roßmeißl | FRG  | 48,4     |

Datum: 27. September

### 800 m
| Platz | Athlet            | Land | Zeit (min) |
| ----- | ----------------- | ---- | ---------- |
| 1     | Dave Cropper      | GBR  | 1:52,0     |
| 2     | Andy Carter       | GBR  | 1:52,1     |
| 3     | Walter Adams      | FRG  | 1:52,3     |
| 4     | Reiner Föhrenbach | FRG  | 1:53,0     |

Datum: 28. September

### 1500 m
| Platz | Athlet                | Land | Zeit (min) |
| ----- | --------------------- | ---- | ---------- |
| 1     | Bodo Tümmler          | FRG  | 3:51,8     |
| 2     | Walter Wilkinson      | GBR  | 3:52,6     |
| 3     | Karl-Heinz Schirmeier | FRG  | 3:55,0     |
| 4     | Jim Douglas           | GBR  | 3:59,5     |

Datum: 27. September

### 5000 m
| Platz | Athlet         | Land | Zeit (min) |
| ----- | -------------- | ---- | ---------- |
| 1     | Werner Girke   | FRG  | 14:08,6    |
| 2     | Richard Wilde  | GBR  | 14:09,4    |
| 3     | Allan Rushmer  | GBR  | 14:20,0    |
| 4     | Ulrich Brugger | FRG  | 14:26,4    |

Datum: 28. September

### 10.000 m
| Platz | Athlet        | Land | Zeit (min) |
| ----- | ------------- | ---- | ---------- |
| 1     | Trevor Wright | GBR  | 29:14,0    |
| 2     | John Caine    | GBR  | 29:25,4    |
| 3     | Lutz Philipp  | FRG  | 29:41,8    |
| 4     | Joachim Ließ  | FRG  | 30:02,4    |

Datum: 27. September

### 110 m Hürden
| Platz | Athlet           | Land | Zeit (s) |
| ----- | ---------------- | ---- | -------- |
| 1     | David Hemery     | GBR  | 13,9     |
| 2     | Werner Trzmiel   | FRG  | 14,3     |
| 3     | Andrew Todd      | GBR  | 14,7     |
| 4     | Manfred Klaußner | FRG  | 14,9     |

Datum: 28. September

### 400 m Hürden
| Platz | Athlet           | Land | Zeit (s) |
| ----- | ---------------- | ---- | -------- |
| 1     | Manfred Klaußner | FRG  | 51,7     |
| 2     | Andrew Todd      | GBR  | 51,9     |
| 3     | David Sharer     | GBR  | 53,4     |
| 4     | Rainer Schubert  | FRG  | 57,7     |

Datum: 27. September

### 3000 m Hindernis
| Platz | Athlet             | Land | Zeit (min) |
| ----- | ------------------ | ---- | ---------- |
| 1     | Andy Holden        | GBR  | 8:54,8     |
| 2     | Gerald Stevens     | GBR  | 8:54,8     |
| 3     | Rolf Burscheid     | FRG  | 8:57,2     |
| 4     | Heinz-Gerd Mölders | FRG  | 8:57,2     |

Datum: 28. September

### 4 × 100 m Staffel
| Platz | Besetzung      | Land                                                                 | Zeit (s) |
| ----- | -------------- | -------------------------------------------------------------------- | -------- |
| 1     | BR Deutschland | Manfred Knickenberg Gerhard Wucherer Heinz Rienecker Günther Rudolph | 40,7     |
| 2     | Großbritannien | Ronald Jones Dave Dear Don Halliday Ian Green                        | 41,0     |

Datum: 27. September

### 4 × 400 m Staffel
| Platz | Besetzung      | Land                                                            | Zeit (min) |
| ----- | -------------- | --------------------------------------------------------------- | ---------- |
| 1     | BR Deutschland | Hans-Dieter Hübner Hermann Köhler Ingo Röper Martin Jellinghaus | 3:09,5     |
| 2     | Großbritannien | David Jenkins Gwynne Griffith Colin Campbell John Robertson     | 3:09,6     |

Datum: 28. September

### Hochsprung
| Platz | Athlet                | Land | Höhe (m) |
| ----- | --------------------- | ---- | -------- |
| 1     | Ingomar Sieghart      | FRG  | 2,07     |
| 2     | Wolfgang Schillkowski | FRG  | 2,07     |
| 3     | Michael Campbell      | GBR  | 1,99     |
| 4     | Crawford Fairbrother  | GBR  | 1,95     |

Datum: 28. September

### Stabhochsprung
| Platz | Athlet          | Land | Höhe (m) |
| ----- | --------------- | ---- | -------- |
| 1     | Volker Ohl      | FRG  | 4,90     |
| 2     | Michael Bull    | GBR  | 4,80     |
| 3     | Heinfried Engel | FRG  | 4,80     |
| 4     | Martin Higdon   | GBR  | 4,60     |

Datum: 28. September

### Weitsprung
| Platz | Athlet            | Land | Weite (m) |
| ----- | ----------------- | ---- | --------- |
| 1     | Hermann Latzel    | FRG  | 7,59      |
| 2     | Alan Lerwill      | GBR  | 7,54      |
| 3     | Reinhold Boschert | FRG  | 7,25      |
| 4     | Philip Scott      | GBR  | 6,96      |

Datum: 27. September

### Dreisprung
| Platz | Athlet        | Land | Weite (m) |
| ----- | ------------- | ---- | --------- |
| 1     | Michael Sauer | FRG  | 16,18     |
| 2     | Tony Wadhams  | GBR  | 15,75     |
| 3     | Günter Krivec | FRG  | 15,52     |
| 4     | Graham Hamlyn | GBR  | 15,31     |

Datum: 28. September

### Kugelstoßen
| Platz | Athlet               | Land | Weite (m) |
| ----- | -------------------- | ---- | --------- |
| 1     | Heinfried Birlenbach | FRG  | 19,81     |
| 2     | Jeff Teale           | GBR  | 18,44     |
| 3     | Traugott Glöckler    | FRG  | 18,35     |
| 4     | Bill Tancred         | GBR  | 16,63     |

Datum: 27. September

### Diskuswurf
| Platz | Athlet             | Land | Weite (m) |
| ----- | ------------------ | ---- | --------- |
| 1     | Hein-Direck Neu    | FRG  | 57,80     |
| 2     | Klaus-Peter Hennig | FRG  | 56,68     |
| 3     | Bill Tancred       | GBR  | 55,72     |
| 4     | Arthur McKenzie    | GBR  | 50,94     |

Datum: 28. September

### Hammerwurf
| Platz | Athlet         | Land | Weite (m) |
| ----- | -------------- | ---- | --------- |
| 1     | Uwe Beyer      | FRG  | 71,64     |
| 2     | Hans Fahsl     | FRG  | 69,12     |
| 3     | Howard Payne   | GBR  | 67,64     |
| 4     | Barry Williams | GBR  | 61,98     |

Datum: 28. September

### Speerwurf
| Platz | Athlet          | Land | Weite (m) |
| ----- | --------------- | ---- | --------- |
| 1     | Dave Travis     | GBR  | 77,38     |
| 2     | Eugen Stumpp    | FRG  | 75,93     |
| 3     | Nigel Sherlock  | GBR  | 74,83     |
| 4     | Hermann Salomon | FRG  | 74,69     |

Datum: 27. September